# Berthenay
Berthenay ist eine 699 Einwohner (Stand: 1. Januar 2022) zählende französische Gemeinde in der Region Centre-Val de Loire im Département Indre-et-Loire. Die Gemeinde gehört zum Arrondissement Tours und zum Kanton Ballan-Miré.

## Lage
Berthenay liegt etwa zehn Kilometer westsüdwestlich des Stadtzentrums von Tours zwischen der Loire, die die Gemeinde im Norden begrenzt und dem Cher im Süden. Berthenay wird umgeben von den Nachbargemeinden Saint-Étienne-de-Chigny im Norden, Luynes im Nordosten, Saint-Genouph im Osten, Savonnières im Süden und Südosten, Villandry im Süden und Südwesten sowie Cinq-Mars-la-Pile im Westen und Nordwesten.

## Bevölkerungsentwicklung
| Jahr                      | 1962 | 1968 | 1975 | 1982 | 1990 | 1999 | 2006 | 2018 |
| Einwohner                 | 319  | 340  | 317  | 342  | 570  | 674  | 699  | 700  |
| Quelle: Cassini und INSEE |      |      |      |      |      |      |      |      |

## Sehenswürdigkeiten

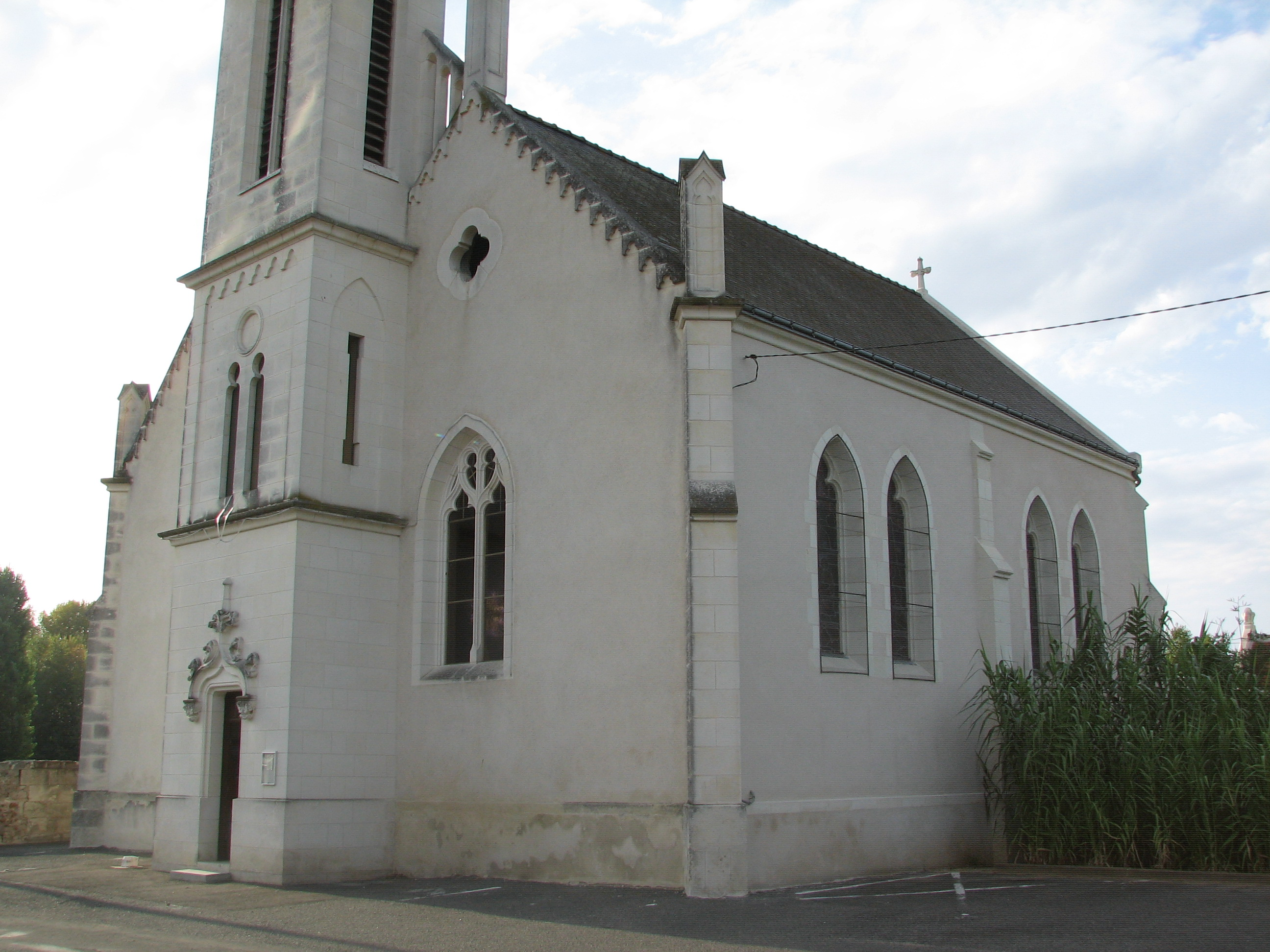
Kirche Saint-Martin

- Kirche Saint-Martin